# Jewłasze (obwód grodzieński)
Jewłasze (biał. Еўлашы, ros. Евлаши) – wieś na Białorusi, położona w obwodzie grodzieńskim, w rejonie szczuczyńskim, w sielsowiecie Dziembrów, przy drodze z Dziembrowa do Szczuczyna, 12 km na zachód od Szczuczyna.

## Historia
W 1866 roku wieś liczyła 181 mieszkańców zamieszkałych w 15 domach. 
W dwudziestoleciu międzywojennym wieś leżała w Polsce, w województwie nowogródzkim, w powiecie lidzkim, w gminie Dziembrów. Po agresji ZSRR na Polskę w 1939 roku wieś znalazła się w granicach BSRR. W latach 1941–1944 była pod okupacją niemiecką. 
16 czerwca 1944 roku w walce z Niemcami pod Jewłaszami zginął Jan Piwnik „Ponury”, którego zwłoki pochowano 18 czerwca na cmentarzu w Wiewórce i dopiero w 1988 sprowadzono do Polski. Przy lesie w Jewłaszach, w przysiółku Bogdany stanął pomnik z napisem "Polskim żołnierzom i oficerom poległym w walce z niemiecko-faszystowskimi zaborcami w latach II wojny światowej na terenie rejonu szczuczyńskiego". W czerwcu 2022 r. tablica z napisem została usunięta przez nieznanych sprawców. 
Od 1944 r. wieś ponownie leżała w BSRR. Od 1991 roku w Republice Białorusi. 